# Tevfik Kış
Pour les articles homonymes, voir Kis.
Tevfik Kış (né le 10 août 1934 à Çorum et mort le 4 septembre 2019 à Ankara) est un lutteur turc spécialiste de la lutte gréco-romaine. 
Il participe aux Jeux olympiques d'été de 1960 et aux Jeux olympiques d'été de 1968 en combattant dans la catégorie des poids mi-lourds (79-87 kg). En 1960, il remporte la médaille d'or.

## Carrière
Né en 1934 dans le village de Pelitçik du district de Kargı, dans la province de Çorum, il commence la lutte en 1956. Combattant en compétition en style gréco-romain, Tevfik Kış obtient une médaille d’or en lutte aux Jeux olympiques d’été de 1960 à Rome. Il remporte ensuite les championnats du monde, en 1962 (en) et 1963 et d'Europe en 1966. Après sa participation infructueuse aux Jeux olympiques d'été de 1968 à Mexico, il se retire du sport actif, devenant ensuite entraîneur de l'équipe nationale de son pays. Tevfik Kış est cofondateur de la Turkish Wrestling Foundation et est membre actif de son conseil d'administration.
Il est mort le 4 septembre 2019 à Ankara.

## Palmarès

### Jeux olympiques
- Jeux olympiques de 1960 à Rome,  Italie
  -  Médaille d'or en moins de 87 kg.

### Championnats du monde
- Championnats du monde de lutte 1962 à Toledo,  États-Unis
  -  Médaille d'or en moins de 87 kg.
- Championnats du monde de lutte 1963 à Sofia,  Bulgarie
  -  Médaille d'or en moins de 87 kg.
- Championnats du monde de lutte 1966 à Toledo,  États-Unis
  -  Médaille d'argent en moins de 87 kg.

### Championnats d'Europe
- Championnats d'Europe de lutte 1966 à Essen,  Allemagne de l'Ouest
  -  Médaille d'or en moins de 87 kg.

### Jeux méditerranéens
- Jeux méditerranéens de 1959 à Beyrouth,  Liban
  -  Médaille d'or en moins de 97 kg.